# Max Gluckman

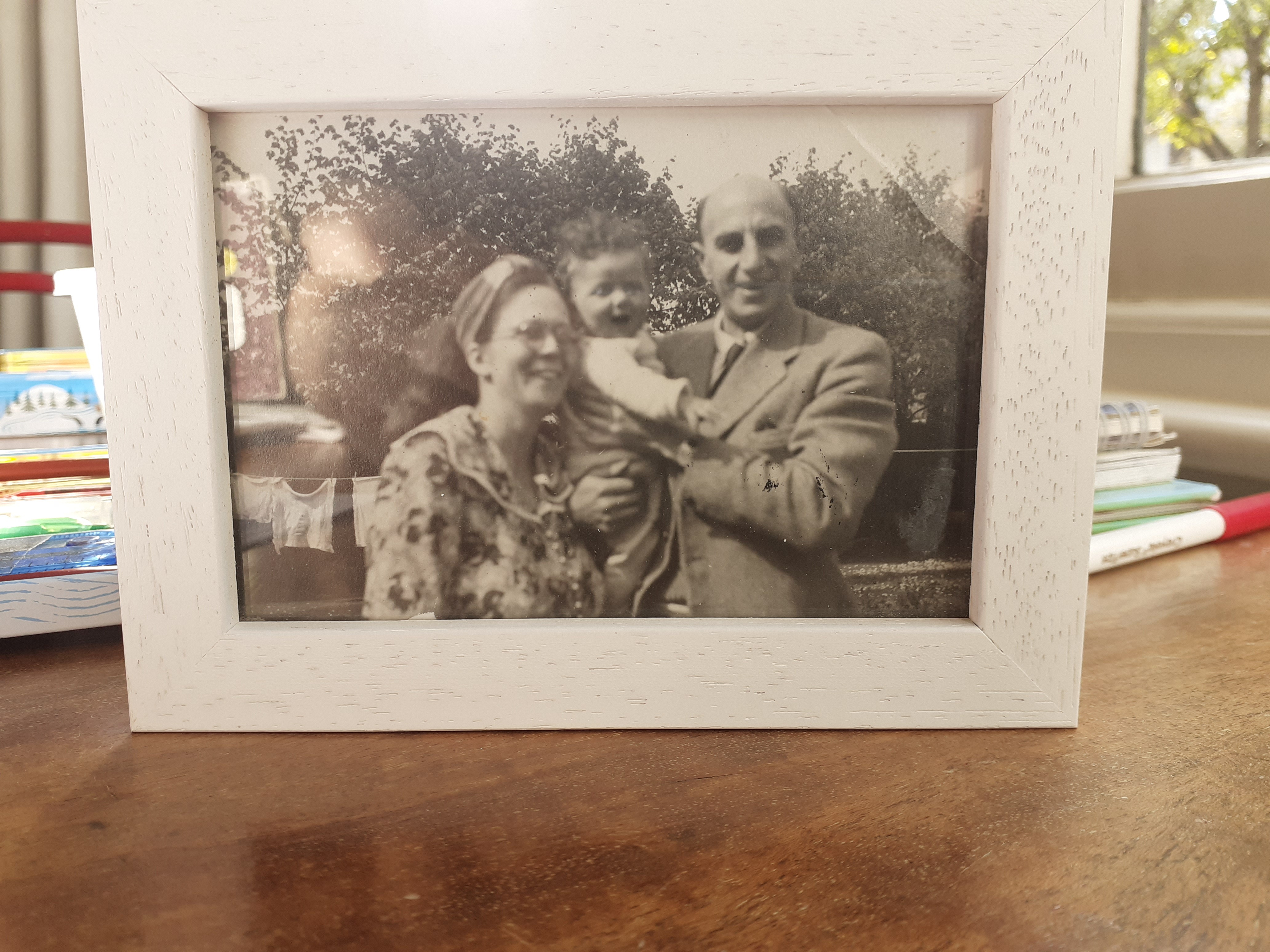
Mary y Max Gluckman en 1951 con su tercer hijo Tim

Max Gluckman ( * 26 de enero de 1911-13 de abril de 1975) fue un antropólogo sudafricano. Nace en Johannesburgo, Sudáfrica. Sus padres eran judíos. La primera vez que se acercó a la Antropología fue en la Universidad de Witwatersrand. Concluye en 1936 su doctorado en Oxford sobre los bantúes del sur. En 1939 comienza su labor intelectual en el Rhodes-Livingston Institute (Rhodesia del Norte/Zambia]; dirigiendo el Rhodes-Livingstone Institute de 1941 a 1947), antes de ser el primer profesor de Antropología Social en la Universidad de Mánchester en 1949
Sus estudios se centraron en los sistemas políticos de los pueblos sudafricanos, analizando el papel de conflicto en el mantenimiento de su cohesión social.